# Gnophos lutescentaria
Gnophos lutescentaria là một loài bướm đêm trong họ Geometridae.